# Rudolf L. Verhoeven
Rudolf L. Verhoeven (Países Bajos, 1945) es un botánico, y explorador neerlandés; que realizó extensas expediciones botánicas a Sudáfrica.

## Algunas publicaciones
- hendrik j.t. Venter, rudolf l. Verhoeven. 2000. Raphionacme sylvicola (Apocynaceae, Periplocoideae), a New Species from Zambia. Novon 10 ( 2 ): 169-174
- h. johan t. Venter, rudolf l. Verhoeven. 2002. Diversity and Relationships within the Periplocoideae (Apocynaceae). En: Ann. of the Missouri Botanical Garden 88 (4), Proc. of the First Apocynaceae Symposium. ISBN 0026-6493
- rudolf l. Verhoeven, h. johan t. Venter. 2002. Pollen Morphology of the Periplocoideae, Secamonoideae, and Asclepiadoideae (Apocynaceae). En: Ann. of the Missouri Botanical Garden 88 (4), Proc. of the First Apocynaceae Symposium. ISBN 0026-6493

- La abreviatura «R.L.Verh.» se emplea para indicar a Rudolf L. Verhoeven como autoridad en la descripción y clasificación científica de los vegetales.[2]